# 단갑

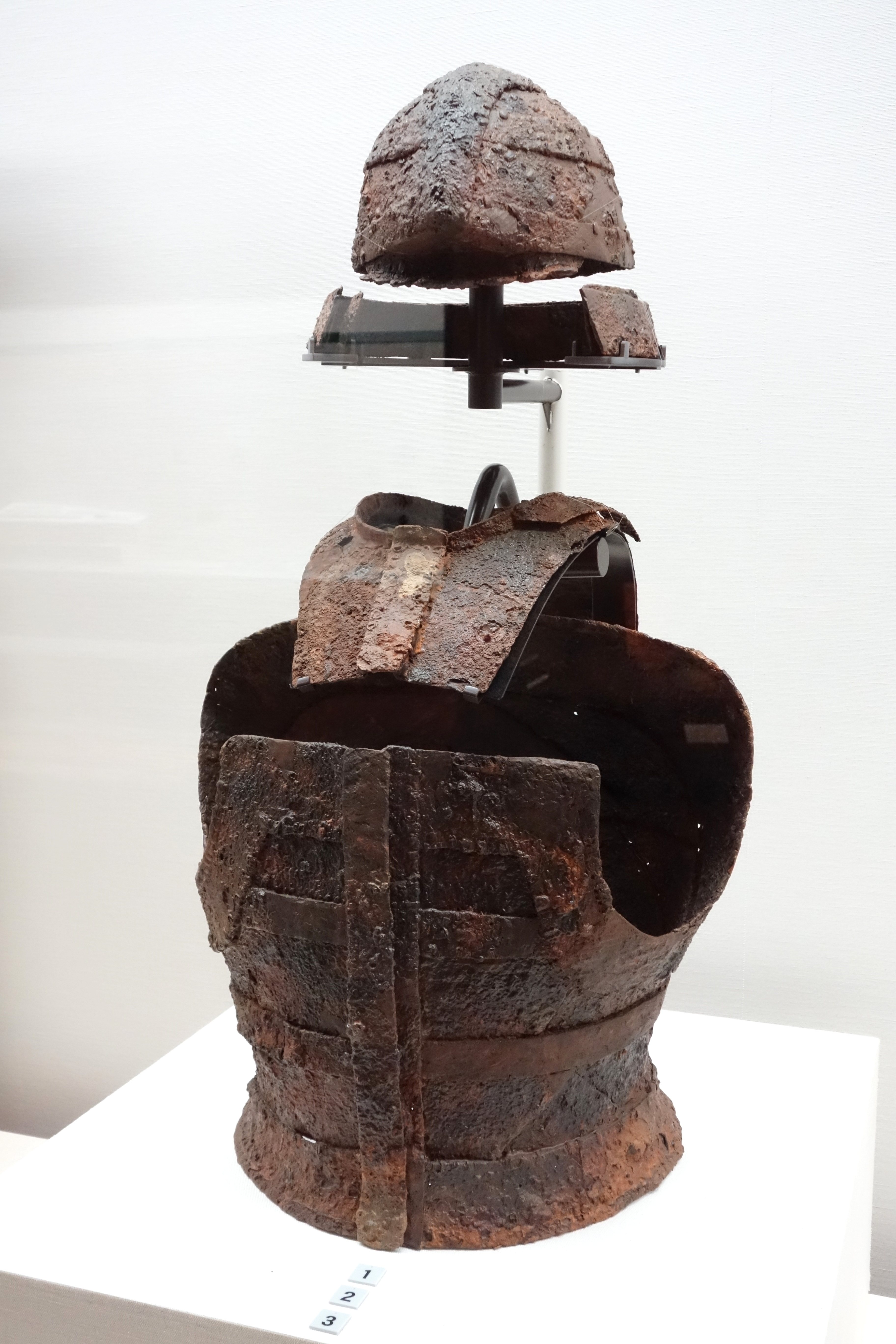
고훈 시대의 단갑.

단갑(일본어: 短甲 탄코우[*])은 고대 일본에서 사용된 갑옷으로서, 판갑의 일종이다.
나라 시대의 문헌에 "단갑"이라는 명칭이 기록되어 있어 고훈 시대의 갑옷이 발굴되었을 때 이를 편의적으로 단갑이라 칭했으나 실제 명칭은 정확하지 않고, 이 때문에 고훈 시대 이전의 "단갑"과 나라 시대의 "단갑"이 혼동되는 경우가 잦다.